# رونكادور (بارانا)
رونكادور (بالبرتغالية: Roncador‏) بلدية في ولاية بارانا في المنطقة الجنوبية من البرازيل.